# José Beguiristain Gorriti
José Beguiristain Gorriti fue un médico internista español que desarrolló diferentes actividades sanitarias en San Sebastián en la primera mitad del siglo XX. La ciudad le dedicó una calle en su memoria.

## Biografía
Nació en la parte vieja de la ciudad de San Sebastián en 1879. 
Acudió a la Universidad de Valladolid donde terminó la carrera de medicina hacia 1900. Posteriormente acudió a varios hospitales europeos como el Hospital San Luis de Paris con figuras de la dermatología y la sifilografía como Brocq, Darier y Sabouraud. En el Hospital de La Salpêtriere de Paris  fue discípulo del neurólogo  Babinsky y en el Hôtel Dieu de Paris  asistió a las lecciones de medicina interna con Dieulafoy. Completó su formación en Berlín con Boas.
En 1906 retornó a San Sebastián obteniendo una plaza de médico de guardia en el hospital civil  San Antonio Abad de San Sebastián. Con el tiempo ocupó las plazas de jefe de sala de medicina y posteriormente en 1928 director del hospital, cargo que ocupó hasta 1937. Este año fue nombrado inspector general de los Servicios Sanitarios del Hospital de San Antonio Abad y de la Santa Casa de Misericordia, cargo que llevó aparejado entre otras misiones el asesoramiento de la Junta del Patronato de Beneficencia en materia de carácter sanitario y  presidir los tribunales para la provisión de plazas del personal sanitario.
En 1916 obtuvo el grado de doctor con la tesis doctoral titulada: "Leucocitosis y fórmula leucocítica en la pneumonía, su valor diagnóstico y pronóstico".
Beguiristain fue el primer médico de Guipúzcoa que utilizó privadamente los rayos X y fue presidente de la Academia Médico-Quirúrgica de Guipúzcoa en 1919 y del Colegio de Médicos de Guipúzcoa.
En 1951 le fue impuesta la medalla de plata  de la ciudad y falleció en San Sebastián en 1952. Gregorio Marañón, que pasaba largas temporadas veraniegas en San Sebastián, le dedicó un obituario tras su fallecimiento.
La ciudad de San Sebastián le dedicó una calle en su memoria.